# 差旋層

太陽的自轉，在外面的對流層顯示較差自轉，中心的輻射層的轉動幾乎是均勻一致。在這兩個區域之間的轉換區稱為差旋層。

差旋層是存在於質量超過0.3太陽質量恆星的輻射層和外面有著差異自轉的對流層之間的區域。該區域因為旋轉速率非常迅速的變換，導致具有非常大的切變。外面的對流層像是一般的流體，有著極區轉得較慢，赤道轉得較快的較差自轉。內部的輻射層可能是化石恆星磁場，表現出鋼體的性質。內部的旋轉速率大致等於中緯度的自轉速率，即慢速的極區和快速的赤道之間的旋轉速率。日震學的最近結果顯示，差旋層位於0.7太陽半徑之處（從核心測量，即在表面為1太陽半徑），厚度約為0.04太陽半徑。這意味著該區有著非常大的剪切輪廓，而這是形成大規模磁場的一種方式。
差旋層的幾何形狀和厚度被認為在恆星發電機的模型中起著重要作用，通過一個蜿蜒曲折的微弱極向場，創造一個更強大的螺旋場。最近，對較冷的恆星和核心沒有輻射層只有對流層的棕矮星進行的無線電觀測顯示，儘管沒有差旋層，它們仍保有強度如同太陽的大規模磁場，並表現出類似太陽的活動。這顯示僅有對流層可能也能有太陽發電機功能。
差旋層這個專門術語是愛德華·史派格和Jean-Paul Zahn在1992年的一篇論文中新創的，類比於海洋學的溫躍層。
- 米粒
- 太阳黑子
- 光球
- 色球
- 對流層
- 輻射層
- 差旋層
- 核心
- 日冕
- 閃焰
- 日珥
- 太阳风

## 外部連結
- Section 3.2 from Living Reviews in Solar Physics （页面存档备份，存于）

## 附加的參考資料
- Charbonneau, P., Christensen-Dalsgaard, J., Henning, R., Larsen, R.M., Schou, J., Thompson, M.J., Tomczyk, S., 1999a, “Helioseismic Constraints on the Structure of the Solar Tachocline”, Astrophys. J., 527, 445-460,  （页面存档备份，存于）.
- Basu, S., Antia, H.M., Narasimha, D., 1994, “Helioseismic Measurement of the Extent of Overshoot Below the Solar Convection Zone”, Mon. Not. R. Astron. Soc., 267, 209-224,  （页面存档备份，存于）
- Hughes, D.W., Rosner, R., Weiss, N.O. 2007 The Solar Tachocline, 382pp (Cambridge University Press).